# Montboissier
Montboissier é uma comuna francesa na região administrativa do Centro, no departamento Eure-et-Loir. Estende-se por uma área de 13,85 km². Em 2010 a comuna tinha 331 habitantes (densidade: 23,9 hab./km²).